# Amphisopidae
Az Amphisopidae az ászkák egy különlegesebb, édesvízi családja. Főleg vízfolyásokban a puha sárba fúródva élnek. Mindenevők és főleg a vízben úszó törmeléken élnek. A társulásaikban fontos lebontó és aprító szervezetek. Az ászkák részéhez hasonlóan össze tudnak gömbölyödni, ezt akkor teszik, ha félnek vagy pihennek. A többi Phreatoicideához hasonlóan a perm óta élnek.
Családjuk 7 nemet tartalmaz:
- Amphisopus Nicholls, 1926
- Eophreatoicus Nicholls, 1926
- Eremisopus Wilson & Keable, 2002
- Paramphisopus Nicholls, 1943
- Peludo Wilson & Keable, 2002
- Phreatomerus Chilton, 1883
- Platypyga Wilson & Keable, 2002